# Sông Luồng
Sông Luồng là một phụ lưu cấp 1 của sông Mã, chảy từ tỉnh Huaphanh CHDCND Lào sang huyện Quan Sơn và Quan Hóa tỉnh Thanh Hóa, Việt Nam.
Tại Huaphanh CHDCND Lào dòng chính có tên là Nam Phoun (Nậm Phun), bắt nguồn từ một dải núi và chảy về hướng đông. 20°00′00″B 104°24′42″Đ / 20°B 104,411792°Đ
Sông vào đất Việt Nam ở vùng Cửa khẩu Na Mèo 20°17′49″B 104°37′21″Đ / 20,296873°B 104,62238°Đ và bắt đầu có tên "Sông Luồng", dài 117 km, diện tích lưu vực 852 km².
Sông đổ vào sông Mã bên bờ phải ở thị trấn Hồi Xuân huyện Quan Hóa. 20°24′08″B 105°04′41″Đ / 20,402355°B 105,078141°Đ

## Thắng cảnh
Tại cửa sông Luồng đổ vào sông Mã có núi Hang Ma 20°24′00″B 105°04′07″Đ / 20,400012°B 105,068666°Đ nằm ven bờ bắc, trong vùng đất thị trấn Hồi Xuân. Tên gọi "Hang Ma" hình thành do người Thái trước đây đã an táng người chết trong các hang trên lưng chừng núi, và từ đó gọi theo tiếng Thái là "Thẩm Phi", có nghĩa là Hang Ma.
Khu di tích Hang Ma, gồm hang trên núi và hang ven sông Luồng, là địa điểm du lịch mạo hiểm kỳ thú.